# Prodidomus duffeyi
Prodidomus duffeyi là một loài nhện trong họ Gnaphosidae.
Loài này thuộc chi Prodidomus. Prodidomus duffeyi được Mordecai Cubitt Cooke miêu tả năm 1964.